# Im Reiche des silbernen Löwen IV
Im Reiche des silbernen Löwen IV ist eine Reiseerzählung von Karl May. Das Buch erschien im Herbst 1903 als Band 29 von Karl May’s gesammelten Reiseerzählungen und ist Teil der Tetralogie Im Reiche des silbernen Löwen. Es gehört zu Mays Spätwerk.
1912 erschien eine illustrierte Ausgabe mit Bildern von Claus Bergen.

## Inhalt
Der IV. Band des Silbernen Löwen, der mit der Umsiedlung des immer rascher genesenden Kara Ben Nemsi in die Gemächer des Ustad beginnt, steht zunächst ganz im Zeichen der fortschreitenden geistigen Wandlung des Doppels Ustad/Kara Ben Nemsi; lange Gespräche über die Liebe, die „Schatten“ und das Licht erreichen einen ersten Höhepunkt, als der Ustad Kara Ben Nemsi bittet, seine Waffen an ihn abzugeben; er trennt sich von ihnen ebenso bereitwillig, wie er seine alten Ehrennamen ablegt. In einem reisenden Kaufmann wird der verschollene Schwiegervater des Bimbaschi aus vorherigen Erzählungen erkannt.
Der Bluträcher Ghulam el Multasim wird von Kara Ben Halef gefangen, als er sich an das Bett schleicht, in dem er Kara Ben Nemsi wähnt. In den Kleidern des Multasim entdeckt Tifl ein Chiffrenalphabet der Sillan, mit welchem der Brief aus Basra als Botschaft des geheimnisvollen Aemir-i-Sillan, des Herrn der Schatten, an seinen Henker Ghulam entziffert wird: Die Ermordung des Dschafar Mirza, der im Auftrag des Schahs reist, ist auf den Tag des großen Wettrennens festgesetzt. Als Aemir wird Ahriman Mirza erkannt, der immer deutlicher als böser Gegen-Herrscher zum Schah hervortritt. Ghulam kann durch die Unachtsamkeit des Pedehr entkommen.
Man entdeckt, dass sich die Sillan regelmäßig im Geheimen im Tal der Dschamikun treffen. Pekala wird als verführte Komplizin erkannt, der ihr „Aschyk“ (Geliebter) eine Komödie vorgespielt hat; sie wird ebenso wie Tifl zur zwielichtigen, bedrohlichen Gestalt. Umso enger wird Kara Ben Nemsis Verhältnis zu Schakara, der Seelen-Schwester, deren „unbewusstes Wissen“ viel zur Aufklärung der Geheimnisse beiträgt.
Kara Ben Nemsi empfängt als Vertreter des zum Schah gezogenen Ustad den Scheik ul Islam, der mit dem scheinheiligen Plan, die Dschamikun mit seinen bigotten Takikurden zu vereinigen, gekommen ist; die Perser in seinem Gefolge spähen das Gelände unter militärischen Gesichtspunkten aus. Von Kara Ben Nemsi verspottet und abgewiesen, will der Scheik doch mit seiner berühmten Stute zum Wettrennen kommen. Kara Ben Nemsi erforscht mit Kara Ben Halef die geheimen Kanäle unter den Ruinen des „Hohen Hauses“ und entdeckt die Leichen der einst in den Abgrund Geworfenen, die Schwäche der Fundamente und das eingeschlossene Bild des „verzauberten Gebets“. In der Nacht folgt ein langer Traum, in welchem Kara Ben Nemsi „als Ustad“ (IV, 314) im Hohen Hause und den Abgründen darunter eine Initiationsreise zurücklegt, die ihn vom Kampf gegen Spukgestalten zu deren Erlösung führt, als er sein altes Selbst aufgibt. Kara Ben Halef fängt den spionierenden Aschyk, der, verstockt, in die Wasserhöhle unter den Ruinen zu den Leichen gebracht wird.
Vor dem Rennen (3. Kapitel), bei dem sich die Gegner des Ustad unter dem Vorwand des Festes in großer Zahl versammeln wollen, trifft Dschafar ein, den Kara Ben Nemsi nun zum ersten Mal, seit er den Westen verließ, wiedersieht. Der Schah-in-Schah, schon lange durch Dschafar und kürzlich auch durch Lord Lindsay über Kara Ben Nemsi unterrichtet, schickt ihm ein Ehrenkleid, ein zweites für Halef. Dschafar hat außerdem Syrr dabei, das Pferd des Schahs, das nur dieser zu reiten vermag, damit Kara Ben Nemsi es versuchen soll. Pekala und Tifl zeigen verwirrte Reue. Der Aschyk wandelt sich im Dunkel seines Gefängnisses und gesteht; dankbar für die Läuterungsstrafe, will er der „treue Hund“ Kara Ben Nemsis sein. Er bekennt, dass zwei gegensätzliche Parteien gemeinsam den Ustad vernichten wollen: die fromme des Scheik ul Islam, welcher er selbst angehört hatte, und die von ihm belauschten Sillan. Der vom Schah zurückgekehrte Ustad ergänzt: Eine allgemeine Verschwörung, deren erster Schlag sich gegen die Dschamikun richtet, soll auch den Herrscher selbst treffen. Die verbündeten und untereinander verfeindeten Gegner rücken zum Rennen an: Ahriman, der von den Verschwörern als Kaiser vorgesehen ist, die ihm als Khanum bestimmte Gul-i-Schiraz (die Frau auf dem Doppelporträt im Babelturm), Ghulam und der Scheik ul Islam mit seinen „Heiligen“ und Generälen.
Kara Ben Nemsi ist geschwächt von der Luft des „Allerheiligsten“, in dem er die letzte Zusammenkunft Ahriman Mirzas und des Scheiks vor dem Kampf belauscht hat, aus den Ruinen zurückgekehrt und erholt sich wieder, während vielfältige Vorbereitungen bei den Dschamikun getroffen und die Umzingelungspläne der Feinde beobachtet werden. Die Familie des Bimbaschi wird zusammengeführt; Pekala verliebt sich in den gefräßigen Kepek und zieht mit ihm und Tifl davon.
Der Ustad, in persischer Tracht der Doppelgänger Ahriman Mirzas, tritt ihm als „Chodem“, als sein eigenes Selbst, entgegen und lässt ihm in der Einsamkeit seines Höhlenverstecks die Wahl zwischen „Tod oder Wahnsinn“ (IV, 539). Die Gegner sammeln sich; der Scheik ul Islam und die Gul-i-Schiraz schlagen Prunkzelte auf. Das Fest beginnt. Ghulam, der zur Verhöhnung des Ustad das diesem einst geraubte elende Pferd Kiss-y-Darr („Schundroman“, früher nur Kiss genannt) nachgezerrt hat, wird nach prahlerischer Rede gegen den Ustad von dem vom Schah abgesandten Hauptmann der Leibwache verhaftet. Kara Ben Halef entdeckt, dass die Gebrechen des Kiss-y-Darr nur vorgetäuscht sind; als Ghulam auf seinem eigenen Pferd fliehen will, holt er ihn auf dem Kiss ein und zwingt ihn zu dem öffentlichen Geständnis, dass Kiss nur „(von) Euch zum Schund gelogen“ (IV, 578) ist. Als Ghulam, der gehenkt werden soll, dem Scheik ul Islam droht, er werde ihn verraten, wenn er ihm den Schutz verweigere, erdolcht ihn dieser.
Die entscheidenden Rennen folgen. Hanneh siegt auf ihrem Eilkamel. Der Ustad besiegt den Scheik ul Islam, Kara Ben Halef den Reiter des angeblichen „Iblis“ Ahriman Mirzas, der sein Wunderpferd jedoch erst beim dritten entscheidenden Lauf ins Rennen schicken will, vor dem ihn Schakara zum Einsatz seines „Chandschars“ (Dolches) herausfordert. Kara Ben Nemsi auf dem Syrr des Schahs besiegt Ahriman Mirza, der sein schon von den Hieben während des Rennens verstümmeltes Pferd in Raserei erschießt; sterbend zerbeißt es ihm den Kopf. Der Wahnsinn Ahrimans, der seit der Begegnung mit dem „Chodem“ angeschwollen ist, drängt zum Ausbruch.
In einem gewaltigen Zusammenbruch versinken die Ruinen des „Hohen Hauses“, um nun das einst in ihnen verborgene Bild des „verzauberten Gebets“ freizugeben. Der Angriff der Feinde wird zur wilden Flucht; die „Schatten“ zerstieben und werden gefangen. Der Scheik ul Islam und die Gul-i-Schiraz sind tot, Ahriman Mirza wahnsinnig. Den Aschyk begnadigt ein Schreiben des Schahs. Der Ustad kann nun seine Pläne für neue Bauten auf dem Ruinengelände verwirklichen und die „Befreiung von Schatten und Schemen“ (IV, 640) ist vollkommen.

## Entstehung
Nach Beendigung seines Schaffens am Silberlöwen III trat May am 21. Juli 1902 die Reise an, die zur Trennung von Emma und zur Bindung des Schriftstellers an Klara führte. Diese Reise und die anschließenden Turbulenzen erzwangen eine vier Monate lange Unterbrechung der Arbeit am Silberlöwen.
Nach Hansotto Hatzig hatte May im Sommer 1902 noch nicht gewusst, wie er den dritten Band fortsetzen werde.
Im Oktober 1902 fuhr May mit Klara Plöhn erneut nach Südtirol und dann zum Gardasee. Dort in Riva begann er – „in direkter Konkurrenz“ zu Nietzsches Zarathustra – Mitte November 1902 „in größter Frische und voller Lust“ mit der Niederschrift der ersten Partien des Silberlöwen IV.
Das in Riva innerhalb von vier Wochen entstandene Manuskript entspricht dem Großteil des ersten, besonders schwierigen und besonders wichtigen Buchkapitels Im Grabe (IV, 1–176). Mitte Dezember 1902, mit der Abreise aus Riva, wurde die Arbeit am Silberlöwen ein weiteres Mal unterbrochen.
Erst nach einer Pause von mehreren Monaten konnte May die Arbeit am Silberlöwen IV wieder aufgreifen. In der Zwischenzeit war er mit dem Münchmeyer-Prozess, dem Scheidungsverfahren, der Heirat mit Klara und der Niederschrift der Novellen Sonnenscheinchen und Das Geldmännle beschäftigt.
Weitere Manuskripttexte zum Silberlöwen lieferte May erst am 17. Juli 1903: die Buchseiten 177–376, also den Rest des ersten Kapitels und das zweite Kapitel Unter den Ruinen. Der Autor „muss zu jener Zeit sehr konzentriert und in relativer Ruhe am 'Silberlöwen' gearbeitet haben, denn schon zwölf Tage später, am 29. Juli 1903, erhält Krais das gesamte dritte Kapitel“ mit der Überschrift Vor dem Rennen. Nach einer minimalen Verzögerung – kleine Ausflüge im August – schloss May am 10. September mit dem vierten Kapitel Zusammenbruch. Zum 1. Oktober 1903 erschien das Buch als Band XXIX der Fehsenfeld-Reihe in Freiburg.

## Deutung
In den Fortsetzungspartien des Silberlöwen stellt sich heraus: Die Mitglieder des Geheimbunds der „Schatten“ haben sich unbemerkt – mit Hilfe Pekalas, einer im Silberlöwen III noch sympathisch wirkenden, jetzt aber als „Verräterin“ entlarvten Köchin (Emma ist gemeint!) – in die Idylle der Dschamikun eingeschlichen. Die Vernichtung des Ustad war mit tückischer Raffinesse seit langem geplant. Der „Meister“, hier (wie nahezu stets) eine Ich-Projektion Karl Mays, fühlt sich gezwungen, seine „Liebesduselei“ zu überdenken und der Realität des Bösen entgegenzutreten. Er ruft seinen „Kriegsminister“, den Chodj-y-Dschuna. Der Einsicht kann sich der Ustad nicht mehr entziehen: Solange die Menschheit nicht den Frieden hält, „darf auch der Friedliche nicht auf die Wehr verzichten“ (IV, 186)!
Die Rüstungsmaßnahmen des Ustad und seines Ministers erweisen sich freilich als überflüssig. Denn das Ende für die untereinander zerstrittenen Feinde kommt von „oben“: Der „Fürst der Schatten“ (der gottlose Ahriman) und seine pseudoreligiösen Verbündeten hatten sich eingenistet in der Tempelruine, der Residenz des Ustad; ein Naturereignis aber führt zum Einsturz dieser Ruine! Die Katastrophe enthüllt: Die Mächte der Finsternis brechen zusammen; und die „Schatten“ (der Vergangenheit) verlieren ihre Macht. Ihr wahres Geheimnis, ihr Innerstes gibt die Ruine nun preis – das vom „Fluch“ erlöste „Gebet“.
Der Roman schließt mit den Worten Schakaras: „Und wenn das richtig ist, so habe ich den Berg gefunden, den ich suchte.“ – – – (IV, 644)
Was meint Karl May? Was hat Schakara, was hat der Dichter „gesucht“ und „gefunden“? Den Frieden mit Gott? Die Wiederherstellung des eigenen Ansehens in der Öffentlichkeit? Den Untergang aller Widersacher? Das verstehende Du eines liebenden Menschen? Das „Hochland“ der Literatur, der religiösen Symbolik, der christlichen Poesie, der prophetischen Dichtung?
Mays Romane sind „Lebensreise-Erzählungen“. Was der Dichter schreibt, „ist Wirklichkeit und Leben, ist niemals nur Erdachtes“ (IV, 183). Besonders im Silberlöwen spiegeln sich – „halb unbewusst, dann immer kontrollierter“ und, verglichen mit den früheren Erzählungen, „um ein Vielfaches“ anspruchsvoller stilisiert – die Vergangenheit des Autors, seine aktuellen Erlebnisse, seine widersprüchlichen Stimmungen, vor allem auch die Ehekrise und die qualvolle, von – der christlichen Überzeugung Mays widerstrebenden – Hassgefühlen beeinflusste Auseinandersetzung mit seinen Gegnern.
„Meine Zeit ist endlich da!“ schrieb May an Friedrich Ernst Fehsenfeld. Ja, seine Zeit ist gekommen, in doppelter Hinsicht: Der Übergang zur Hochliteratur ist vollzogen; und für Karl May ist – wie für Henrik Ibsen in dessen Bühnen-Alterswerk Wenn wir Toten erwachen (1899) – der „Gerichtstag“ gekommen. Denn die Schlussbände des Silberlöwen sind, so Roxin, „eine einzige große Abrechnung“ des Verfassers, und zwar „nicht nur mit seinen Gegnern, sondern auch mit sich selbst.“
Die mit den späten Reiseerzählungen einsetzende Selbstkritik des Verfassers erreicht im Silberlöwen IV ein hohes Niveau. In ihrer Strenge und Schonungslosigkeit übertrifft die Beichte des Ustad, des „Maysters“, noch die Selbstanalyse des Autors im Friede-Roman. Sie führt zur „Auferstehung“ des inneren Menschen, zumindest des Wunsch-Ichs des Dichters.

### Selbstkonfession (nach Christoph F. Lorenz)
Im großen Nachtgespräch, dem ersten Kapitel des IV. Bandes, versucht May noch einmal zusammenfassend, sozusagen retrospektiv, eine Selbstkonfession. Der Ustad ist hier nicht mehr das „höhere Ich“ Karl Mays, sondern er steht für den Schriftsteller May, der mit seinem bisherigen Leben abgeschlossen hat, der seine Vergangenheit buchstäblich begräbt. So heißt dieses Kapitel nicht zufällig Im Grabe. Die „Gruft“ des Ustad, die drei Lebensräume, die über seiner Wohnung liegen und die direkt in das Freie, auf das platte Dach (sprich: in die Nacktheit der jeder Legende entkleideten wirklichen Existenz, in jenen Bereich, wo es um Tod oder Leben geht) führen (IV, 6 f.), symbolisieren die drei Bereiche des bisherigen Lebens des Karl May:
- Das Arbeitszimmer mit seinen trügerischen Zeichen einer erlogenen Existenz als Jäger und Reisender in allen Weltteilen wird zum Museum eines abgeschlossenen Lebensabschnitts. Die Astrallampe, die dort brennt, zieht nicht den wirklichen Geist, sondern nur die niederen Erdengeister an, womit auch die Kritiker Mays gemeint sind, zugleich aber auch die bisherige literarische Produktion Mays als noch nicht wirklich geisterfüllt charakterisiert ist.

- Das Schlafzimmer mit dem Bild der „auf Bergeshöhe“ gelegenen „kleinen Dorfkirche“ (IV, 5) symbolisiert die religiöse Sehnsucht Mays.

- Die Bibliothek mit ihren eingepackten Briefen und Karten soll das bisherige Schaffen Mays repräsentieren.

Aus diesem „Grab der Vergangenheit“ wird ein Ausweg gesucht. Zunächst erzählt der Ustad seine Lebensgeschichte als Parabel, wobei die Parabel vom Baum der „sprechenden Zeitungsstimmen“ im Mittelpunkt steht. Dabei wird deutlich, dass sich der Ustad (und mit ihm Karl May) mehr oder weniger intensiv mit der Leidensgeschichte Christi identifiziert (die Autobiographie des Ustad trägt den Titel Mein Leidensweg); wie Christus sprechen der Ustad und sein Alter ego, der Ich-Erzähler, bei ihrer Selbstkonfession in Gleichnissen und Parabeln. Wie Christus müssen sie nach der Phase der Anerkennung durch die Öffentlichkeit, der „Hosiannazeit“ (IV, 65), Leid, Kreuzigung und Tod durchmachen.
Erst nach dem langen, schmerzlichen Selbstbekenntnis des Nachtgesprächs, unterbrochen durch einen erneuten Angriff des Bösen (in Form von Ghulams nächtlicher Attacke), ist es May/Ustad möglich, sich zum wahren Dichtertum zu bekennen, d. h. in der Sprache des Alterswerks, mit der „Geisterhand“ (IV, 182 u.ö.) zu schreiben. Und wie sich der Ton des Nachtgesprächs von der Parabel und der feierlichen Prosa langsam zur Lyrik und zum Vers hin entwickelt, so findet am Ende des ersten Kapitels des IV. Bandes Silberlöwe May zur wahren Bestimmung des Dichters, zu der Aufgabe, der er sich in Zukunft widmen will: dem wahren Dichter sind „die Tore anderer Welten offen“ (IV, 183). Er wird nicht zum Chronisten des Alltäglichen, sondern zum Medium des Geistigen. Dies sah May als die entscheidende Aufgabe seines Spätwerks an.

### Die Auseinandersetzung mit den Gegnern (nach Hermann Wohlgschaft)
Heftig und hart, übersteigert und unbeherrscht wirkt allerdings die Schlüsselpolemik gegen die Widersacher. Die Feindesliebe, die seine „Richtschnur“ (IV, 195) ist, wird für May zum großen Problem.

„Eine musikalische Familie […] Für heut sind alle Freunde eingeladen […] Die Instrumente sind bereit, schon wohlgestimmt […] Dann tiefe Stille. Jetzt! Die Bogen berühren die Saiten. Die ersten Takte erklingen […] Da wird die Thür aufgerissen. Ein Feind der Familie kommt lärmend herein, rücksichtslos störend.“

In der Tat – die Ruhe, der Friede war dem Dichter verwehrt. Von „Furien“ fühlt er sich verfolgt. Die Auseinandersetzung mit den feindlichen Kritikern, mit Mamroth, Cardauns u. a., stört sein Leben und stört auch sein Werk, den Silberlöwen III/IV.
Im Traum, im Madentraum sieht der fiebernde Halef den Sihdi in größter Gefahr:

„Alle, alle brüllten und schrien auf dich ein; du jedoch bliebst ohne Worte […] sie sagten, du seiest der schlechteste Mensch auf Allahs Erde […] Von den Feinden kam einer nach dem andern auf dich zu. Sobald er dich erreichte, verlor er seine menschliche Gestalt […] Ich schrie, so oft ein Mensch zum Wurm, zur Made wurde und sich in deinen Körper bohrte.“

Was hier in Halefs Traum aus dem Unterbewussten des Autors heraufsteigt, ist lähmende Angst. May will sie nicht akzeptieren. Der Wunschtraum des Dichters führt den Alptraum des Hadschi zum glücklichen Ende: „Die Würmer hatten einander schließlich selbst aufgefressen […] Der Effendi aber stand so heiter und so rüstig da, als ob er gar nicht von ihnen berührt worden sei.“ (III, 632)
Mit der Realität Karl Mays stimmt diese Romanszene freilich nicht überein. Der Wirklichkeit des Autors entsprach viel eher die Seelenverfassung des Ustad: Er war „gehetzt“ von finsteren Schatten, „die ihn auch heut noch nicht verlassen haben!“ (IV, 157)
Welche Schatten verlassen ihn nicht? Zunächst die Gegner, die äußeren Feinde. Sie stellen ihn bloß. Sie rauben ihm seine Ehre. Sie lachen ihn aus und krümmen sich „vor Vergnügen“ (III, 489).
Und May? Sein Ideal ist die Nachsicht, die Liebe auch zu den Feinden. Denn er selbst ist ja Sünder, der Barmherzigkeit Gottes bedürftig. Er weiß es und sagt es ausdrücklich: Er will vergeben, damit auch ihm einst vergeben werde (IV, 89).
Zugleich denkt May an seine Vergangenheit, an seine Schuld, die er bereut und gesühnt hat. „Ich verzeihe gern, […] weil auch mir verziehen wurde.“ (IV, 116) Er weiß, ihm IST schon vergeben. Deshalb muss auch er nun barmherzig sein (vgl. Mt 18,23-33 ).
Mays Denken ist biblisch begründet; die Bergpredigt Jesu ist für ihn normativ (IV, 174). Und nicht nur das; er SUCHT die Bewährung: „Es stieg in mir das heiße Wünschen auf, doch einmal so sehr, so schwer, so bitter, so tief gekränkt zu werden, dass jeder, jeder Andere es nicht erdulden und nicht ertragen könnte.“ (III, 529)
Der Kritiker könnte sagen: Auch hier im Religiösen der Drang zum Heroischen! May möchte, wie er sich selbst versichert, die „Selbstlosigkeit“ und das „Gottvertrauen“ besitzen, zu schweigen und alle Schmach zu ertragen (ebd.)!
Mit diesem Wunsch übernimmt er sich aber. Die verdrängte Aggression bricht an verschiedenen Textstellen durch. Tief verletzt haben ihn seine Gegner. Und gekränkt hat ihn die erste Ehefrau Emma. Er duldet es nicht, er kann es nicht dulden. Pekala-Emma, die zunächst so liebevoll gezeichnete Festjungfrau, dichtet er um zum dreisten „Gezücht“ (IV, 228).
Die Scheidung von Emma ist May sicher schwergefallen. Er musste sein Gewissen beruhigen und seinen Schritt vor sich selber verteidigen: „Weib, du bist verrückt! Es wohnt ein böser […] Geist in dir“ (IV, 271)!
An derartigen Missklängen ist der Silberlöwe nicht arm. Kara Ben Nemsi ist grundsätzlich Menschenfreund. Er meint es gut; aber den Aschyk lässt er fesseln, „dass ihm die Schwarte knackt“ (IV, 360). Die Absicht ist edel: Der Mann soll zur Einsicht, zur Reue gelangen. Aber Schakara, die „Seele“, erschrickt: „Wie streng du sein kannst, Effendi, wie unerbittlich kalt und streng! Das wusste ich noch nicht.“ (IV, 363)
Mays Gegnern wird in der Fiktion des Romans ein hässliches Ende bereitet. Ahriman-Mamroth verfällt, wie Nietzsche, dem Wahnsinn. Und Ghulam-Cardauns wird nach „guter Dante-Sitte“ in die „Hölle“ (IV, 582) geworfen.
Warum noch, im sonst so humanen Spätwerk, diese Härte und diese Grausamkeit? Man muss sie bedauern und doch auch verstehen: „Der Gemarterte hat keine andern Töne als die, welche ihm der Schmerz erpresst.“ (IV, 24)
Karl May ist ein Christ, aber angefochten in seiner Treue und erschüttert in seinem Herzen. Sein Kampf ist ein Kampf um die Liebe, ein Ringen mit Gott. Voller Zorn fragt der „Meister“ sein anderes Ich:

„Ist Gott wirklich nur Liebe? […] Und soll nur Gott allein das Böse bestrafen dürfen, nicht auch der Mensch, nicht ich? […] ‚Liebet eure Feinde!‘ klang es tief in mir […] Ja, es ist Christi Gebot […] und ich werde es halten.“

Doch die Liebe, so meint der Ustad, kennt auch die Strenge. „‚Ich werde ihnen – – –' '– – – die Faust zeigen!‘ unterbrach ich ihn. ‚Nicht wahr, Ustad?‘“ (IV, 179)

### Weitere Überlegungen
Hermann Wohlgschaft ergänzt und erweitert seine lesenswerte Deutung noch um zwei weitere Abschnitte:
- Die Abrechnung Karl Mays mit sich selbst
- Die imitatio Christi

Diese können in seiner Großen Karl May Biographie nachgelesen werden (S. 445 ff. und 449 ff.). Wohlgschaft beschließt seine Darlegungen zum Silberlöwen IV so:

„Mays Kampf mit dem eigenen Schatten, sein Weg der Nachfolge Christi schließt die Selbstbejahung, die Annahme der eigenen Schattenseiten mit ein. Der Autor weiß nun: er darf sich selbst nicht hassen und das 'Dunkle' in sich nicht verfluchen. Er weiß: er darf auch Fehler begehen und er darf sich auch irren: 'Gesegnet sei, wer nach der Wahrheit suchte / Und ihr zu Füßen auch den Irrtum fand. / Drum leg ich ihn, den ich bisher verfluchte, / Mein Gott und Herr, in deine Gnadenhand!' (IV, 343)“

## Selbstdeutung
So steht es zu lesen in Der Kunstfreund 1907, Nr. 1, der Mays dritten Kunstbrief enthält, auf einem angehefteten Beiblatt mit einer Doppelbesprechung von GR XXVI-XXX („Silberner Löwe“ und „Friede“), die unzweifelhaft von May selbst stammt, und aus Die literarische Rundschau, Wochenbeilage zum Bayerischen Kurier vom 27. Dezember 1906, übernommen ist:
„Um das Buch ‚Im Reiche des silbernen Löwen‘ zu verstehen, muß man den Verfasser kennen [!]. Seine Reiseerzählungen sind als nur ‚sogenannte‘ zu bezeichnen. Sie haben eine Doppelnatur. Oder vielmehr, sie gleichen genau dem Menschen, der Körperliches und Geistiges, Sinnliches und Uebersinnliches zu einer Persönlichkeit in sich vereinigt. Mays Erzählungen sind geschriebene Persönlichkeiten, in natürlicher Wahrheit atmend, ohne beabsichtigte Kunst. Dann wäre der große Erfolg, den seine Bücher haben, ganz von selbst erklärt! Jedes dieser Bücher hat, grad wie der Mensch, einen Körper, einen Geist, eine Seele, und diese Dreiheit ist, wie auch beim Menschen, so innig verbunden, daß die Grenzen verschwinden und die Dreiheit zur Einheit wird. Was der Körper der Reiseerzählungen tut, scheint abenteuerlich und völlig zwecklos zu sein und ist in Wirklichkeit auch Nebensache, das sichtbare Gefäß für den unsichtbaren, wertvollen Inhalt. Denn während dieser Körper sich scheinbar ohne höhere Absichten durch fremde Länder und Völker bewegt, wandern Geist und Seele durch unsichtbare Welten, um Entdeckungen zu machen, auf welche die eigentliche Absicht des Autors gerichtet ist. Denn May ist Metaphysiker, ist vor allen Dingen Psycholog. Wer ihn begreifen will, hat hinter seinen Körpern nach dem Geist und nach der Seele zu forschen und das sichtbar Geschehende auf unsichtbares Gebiet zu übertragen. So auch hier, bei ,Im Reiche des silbernen Löwen‘.“

## Zeitgenössische Kritik
Im Jahr 1905 befasste sich der katholische Pfarrer Karl Bruder aus Günching sehr kritisch mit dem 4. Band des Silbernen Löwen, wie Hartmut Wörner in einem Beitrag für die Mitteilungen der Karl-May-Gesellschaft (M-KMG) Nr. 172/Juni 2012 berichtet:

„Er gehörte dem Spektrum der gebildeten katholischen Leserschaft an. Diese Leser schätzten den langjährigen ‚Hausschatz‘-Autor Karl May nicht nur wegen der spannenden exotischen Inhalte seiner Reiseerzählungen, sondern auch aufgrund seiner klaren christlichen Grundhaltung, die als katholisch eingeordnet wurde. Wie beliebt der Reiseschriftsteller Karl May, d.h. der frühere Karl, gerade bei katholischen Priestern und Ordensleuten war, belegen auch die im Dankbaren Leser gesammelten Leserbriefe, wenngleich deren Auswahl durch taktische Erwägungen Mays geprägt waren.“

Nach ausführlicher Darlegung der Kommentare und Randbemerkungen Bruders zieht Wörner folgende Zwischenbilanz:

„Hier stört sich ein Anhänger der klassischen Reiseerzählungen am neuen Stil und den neuen Inhalten des Alterswerkes so stark, dass er viele zentrale Passagen als lächerlich und aufgesetzt empfindet. Gleichzeitig wird der katholische Geistliche mit klarer dogmatischer Orientierung mehr und mehr durch religionsphilosophische Ausführungen und Symbole irritiert, die nicht zu seinem klaren Weltbild passen. Die Distanzierung Bruders, der den ‚Silberlöwen IV‘ aber Wort für Wort liest, von dem von ihm vorher sehr geschätzten Karl May hat begonnen.“

## Anonyme Denunziation und kurzer Prozess in Rom
Ende März 1910 erreichte ein am 20. März verfasstes fünfseitiges, anonymes Anklageschreiben die Indexkongregation in Rom. Die sechs von dem unbekannten deutschen Denunzianten für anstößig gehaltenen Werke waren die – in falscher Chronologie genannten – Bände Im Reich des silbernen Löwen III (1902) und IV (1903), Am Jenseits (1899), Und Friede auf Erden! (1904) sowie Ardistan und Dschinnistan I und II (1909). Die Vorwürfe lauteten auf dogmenloses Christentum, Kritik an allen Konfessionen, also einschließlich der katholischen, allgemeine Religion, religiöse Gleichgültigkeit, Spiritismus, Monismus und Pantheismus. Der Sekretär der zuständigen Kongregation, der deutsche Dominikaner Thomas Esser, gab am 20. Mai 1910 kurz und knapp zu Protokoll:

„Ein gewisser anonymer Deutscher meldet dieser Hl. Kongregation die Werke des verdächtigen Autors Karl May. Weil es sich um einen nicht-katholischen Autor handelt, über dessen Leben und Werken verschiedene Zeitungen unterschiedliche Gerüchte und Ansichten verbreiten, wurde in der Sache entschieden: Wegen des Sachverhalts ist bei der gegenwärtigen Lage nichts zu unternehmen.“